# Owen Thor Walker
Owen Thor Walker (conhecido pelo pseudônimo online de  AKILL) era um cracker de computadores da Nova Zelândia, que foi absolvido sem convicção, apesar de ser culpado por várias acusações de 'cybercrime'. Em 2008, ele admitiu ter comandado uma organização internacional de hackers que tinha causado danos estimados em 26 milhões de dólares.

## História
Walker era um autodidata aos 13 anos de idade, expulso da escola devido a agressão. Ele treinou informalmente em computadores, e por si mesmo aprendeu programação e encriptação. De acordo com sua mãe, Walker foi diagnosticado com síndrome de Asperger. 

## Prisão
Walker foi preso sob as seções 248-252 da Lei Criminal da Nova Zelândia após as investigações internacionais do FBI ter encontrado o seu envolvimento no ataque a rede de computadores da Universidade da Pensilvânia. O ataque foi orquestrado via botnet criado por Walker, usando servidores que exploraram e disseminaram o programa, a maior parte deles localizados na Malásia.

## Provas
Apesar de ser culpado pela conexão do crime, foi multado pelos custos dos danos aos computadores da Universidade da Pensilvânia e foi absolvido sem convicção, o juiz concluiu que a convicção pode aquecer o seu futuro.